# Sainte-Marie, Hautes-Alpes

Saint-Véran este o comună în departamentul Hautes-Alpes, Franța. În 1 ianuarie 2018 avea o populație de 37 de locuitori.